# Maree

Diagrama mareelor în funcție de poziția Lunii față de Pământ

Prin maree (flux și reflux) se înțelege o oscilație periodică a nivelului mării sau oceanului, în raport cu o poziție medie, datorită forței de atracție combinate a Lunii și Soarelui. Perioada de oscilație are o durată aproximativă de 12h25min, astfel că în decurs de 24h50min (durata unei zile lunare) se vor produce următoarele faze într-un punct al oceanului sau mării:
| Flux în golful Fundy                                         |  | Reflux în golful Fundy |
| Flux și, respectiv, reflux în golful Fundy (America de Nord) |  |                        |

- a) flux, adică o creștere treptată a nivelului mării și acoperirea cu apă a unei fâșii din uscat; acesta se termină cu o maree înaltă — în timpul căreia nivelul mării a atins o înălțime maximă și rămâne pentru un scurt timp imobil;
- b) reflux, adică o scădere treptată a nivelului mării și retragerea apelor de pe fâșia de uscat acoperită anterior; se termină cu o maree joasă — când nivelul mării ocupă o poziție coborâtă, menținându-se constant un interval scurt de timp.

Ciclul se repetă astfel în mod invariabil. Referindu-ne la întregul glob, mareea este materializată de un val care se propagă pe suprafața oceanelor, odată cu rotirea Pământului în jurul axei sale; în largul oceanului amplitudinea mareei nu trece de 80 cm, în timp ce în apropierea coastelor și în golfurile lungi, înguste și puțin adânci, ajunge chiar până la 19,6 m (Golful Fundy — America de Nord).
Datorită faptului că distanța dintre Lună și Pământ este mai mică decât cea dintre Soare și Terra, componenta lunară a mareei este mai puternică; raportul dintre forța de atracție a componentei lunare și a celei solare este de circa 2,73.
Perioadele mareelor:
- Semidiurne (12h30min. în zona ecuatorială)
- Diurne (24h50min. în zona tropicală)
- Semilunare sau de sizigii (14,7 zile)
- Lunare sau de perigeu și apogeu (27,5 zile)

În funcție de poziția reciprocă a Lunii, Soarelui și Pământului, deosebim: 
- a) maree la sizigii sau maree vii — cu amplitudini mai mari decât mareele normale și
- b) maree la cvadratură sau maree moarte — cu amplitudini mai mici.

În portul Constanța mareea este de tip semidiurn neregulat, cu o amplitudine maximă de 20 cm.

## Mareea lunisolară

Forțele ce determină mareea lunisolară

Influența însumată a Lunii și Soarelui asupra particulelor de apă de pe suprafața Pământului dă naștere mareei lunisolare.
Astfel, forțele generatoare ale mareei iau naștere în funcție de pozițiile Pământului, Lunii și Soarelui, la un moment dat, într-un punct de pe suprafața terestră.
Datorită formei de elipsoid a Pământului amplitudinea mareei este maximă la Ecuator și descrește cu creșterea latitudinii.
- mareea înaltă lunisolară se produce la Lună nouă și la Lună plină și este denumită și maree de sizigii.

Mareele de sizigii se produc la culminația superioară sau inferioară a Lunii.
- mareele de cvadratură se produc după primul și ultimul pătrar al Lunii.

Mai exact acestea au loc când Soarele, Pământul și Luna formează un unghi de 90°. 
Mareele de cvadratură au amplitudini reduse față de cele de sizigii dat fiind pozițiile Lunii și Soarelui in acest caz.
- apă înaltă reprezintă nivelul maxim al apei atins la mareea înaltă.
- apă joasă reprezintă nivelul minim al apei atins la mareea joasă.
- înălțimea mareei reprezintă înălțimea apei la un moment dat față de nivelul de referință zero al acelui loc.

### De ce se ridică apa oceanelor pe partea cea mai îndepărtată de Lună
Partea cea mai îndepărtată de Lună resimte forța centrifugă a pământului, având tendința de a se depărta de Lună, depășind atracția ei gravitațională.

## Maree galactică
Există și forțe de maree galactice, forțele de maree exercitate de galaxii asupra stelelor din interiorul lor și a galaxiilor-satelit care le orbitează.